# Grenzgängerroute Teuto-Ems
Die Grenzgängerroute Teuto-Ems ist ein 152 Kilometer langer Radweg, der durch das südliche Osnabrücker Land, durch die Münsterländische Parklandschaft bis hinein nach Ostwestfalen verläuft.

## Routenverlauf
Insgesamt werden bis zu 14 Mal Kreisgrenzen, die Landesgrenze zwischen Niedersachsen und Nordrhein-Westfalen oder eine historisch bedeutende Konfessionsgrenze mit dem Rad überquert.

## Beschilderung, Streckencharakter
Die gesamte Route ist einheitlich und durchgängig in beide Richtungen ausgeschildert. Der Radweg ist Bestandteil der überregionalen Radwegenetze, wobei die Wegweiser in Niedersachsen grün/weiß und in Nordrhein-Westfalen rot/weiß sind. Mit Hilfe von Verbindungsstrecken kann der Rundkurs auch in Teilstrecken von 66, 55 und 56 Kilometern befahren werden. Die Wege sind größtenteils verkehrsarm, asphaltiert und durch das zumeist flache Streckenprofil auch für Familien mit Kindern geeignet.